# 岩手県立雫石高等学校
岩手県立雫石高等学校（いわてけんりつ しずくいしこうとうがっこう）は、岩手県岩手郡雫石町に所在する公立の高等学校。

## 概要
文化祭（思郷祭）は10月ごろ開催。また、伝統として1月ごろに雪上運動会を行う。
漢検や英検のほかに、コンピュータ利用技術検定、パソコン表計算検定、危険物取扱者試験、簿記実務検定などの資格を取得できる。

## 部活動

### 運動部
- 硬式野球部
- バスケットボール部
- バドミントン部
- 陸上競技部
- ソフトテニス部
- スキー部
- バレーボール同好会

### 文化部
- 茶華道部
- 軽音楽部
- コンピューター部

### 委員会
- 郷土芸能委員会
- 保健委員会
- 交通安全委員会
- 選挙管理委員会
- 図書視聴覚委員会
- 美化委員会

## 沿革
- 1948年（昭和23年） - 岩手県立盛岡第一高等学校・雫石分校（夜間定時制）として設立
- 1954年（昭和29年） - 独立校舎落成
- 1968年（昭和43年） - 岩手県立雫石高等学校として分離
- 1973年（昭和48年） - 校舎移転・雫石町から運動場寄付をうける
- 1975年（昭和50年） - 旧校地を雫石町へ譲渡・創立27周年
- 1980年（昭和55年） - プール竣工
- 1989年（平成元年） - PTA文部大臣表彰受賞・記念樹の植樹
- 1992年（平成4年） - 制服の改定
- 1998年（平成10年） - 創立50周年記念式典
- 2003年（平成15年） - 国際教養科閉科
- 2018年（平成30年） - 創立70周年記念式典

## 交通アクセス
JR東日本田沢湖線の雫石駅より
- 乗合タクシー　あねっこバスに乗車し、｢雫石高校前｣下車。
  - 利用の際には注意が必要。詳細については｢あねっこバス#利用情報｣を参照[2][3]。
- 徒歩約20分。